# Tiryaki Hasan Pascià
Tiryaki Hasan Pascià (in bosniaco Hasan-paša Tiro; conosciuto anche come Alacaatlı Hasan Pascià; 1530 – Budin, 1611) è stato un militare e politico ottomano, che partecipò alla Lunga Guerra Turca. Ricevette la sua educazione nella Scuola dell'Enderûn ed era probabilmente proveniente dal devshirme. Nel 1604 sposò Fatma Sultan, figlia del sultano Mehmed III dalla consorte Handan Hatun, da cui ebbe un figlio e due figlie. 

## Biografia

### Primi anni
Era uno degli assistenti del principe (in turco Şehzade) Murad quando Murad era il governatore di Manisa. Dopo che Murad divenne sultano (Murad III), Hasan fu promosso a governatore provinciale. Grazie alla sua padronanza delle lingue straniere, di solito veniva nominato nelle città di confine o nei forti come Szigetvár (in turco: Zigetvar) in Ungheria.

### Il difensore di Kanije
Nel 1600 durante la Lunga Guerra, l'esercito ottomano occupò Kanije (la moderna Nagykanizsa nel sud-ovest dell'Ungheria). Tiryaki Hasan Pascià fu nominato governatore del forte, con un contingente di 7000 persone. Ma l'anno successivo, Ferdinando II tentò di riconquistare il forte, con un esercito di 50000 uomini. L'assedio iniziò il 9 settembre 1601. Durante l'assedio e i frequenti scontri, gli austriaci persero 18000 uomini. In ottobre, Ferdinando dovette terminare temporaneamente la schermaglia a causa del prossimo inverno. Costruì delle postazioni invernali intorno al forte e continuò l'assedio. Come ultima risorsa, il 18 novembre 1601, Hasan Pascià organizzò una carica a sorpresa. La carica ebbe successo; l'esercito austriaco fu respinto e 47 cannoni austriaci furono requisiti. Per i successivi 89 anni Kanije fu un forte ottomano.

## Ultimi anni
Dopo la vittoria di Kanije, Hasan Pascià fu promosso a beilerbei (alto governatore) di Bosnia, e lo fu successivamente di Budin e di Rumelia. Partecipò alla campagna di Kuyucu Murad Pascià contro le rivolte Celali in Anatolia. Nel 1608 tornò a Budin, dove morì nel 1611.